# 닥스훈트

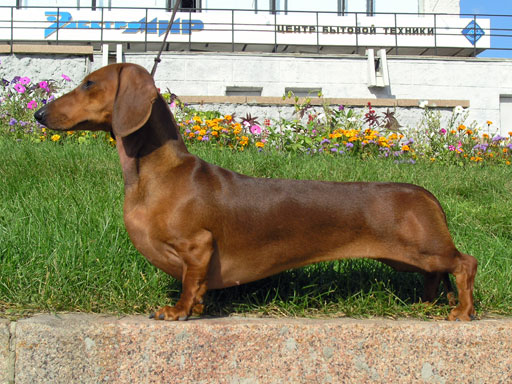
닥스훈트

닥스훈트(영어: Dachshund)는 몸통이 길고 사지가 짧은 독일 원산의 개로서, 원래는 오소리 사냥의 전문개였다.
어깨높이가 21~27cm, 몸무게가 7~15kg이다. 이집트로부터 건너온 오래된 개의 품종으로 보인다. 단모종·강모종·장모종 등이 있으며, 성질은 영리하고 끈기가 있어서 애완용 개로 기르고 있다. 이 견종들의 사지가 짧고, 허리가 긴 이유는 종 전체가 연골발육부전증(Achondrodysplasia)이라는 유전병을 가지고 있기 때문이다. 이 유전병은 팔, 다리의 정상적 성장은 방해하나, 허리의 성장에는 영향을 주지 않기 때문에 닥스훈트 특유의 외관형성의 중요 요인으로 알려져있다. 성격이 밝고 명랑하며 지칠줄 모르는 근성이 있어 쉬지 않고 놀아주길 바란다. 체질상  다리가 짧아 살이 찔 경우 배가 땅에 닿을 수도 있기 때문에 적절한 운동과 식단조절로 허리디스크 예방 및 비대해지지 않도록 조절해주는 것이 좋다.
선천적으로 심장판막질환 발생 확률이 높으며, 나이 들면 내분비질환인 당뇨병과 쿠싱증후군 발병가능성도 높아진다. 디스크도 자주 걸릴 수 있다.
AKC에 따르면, 닥스훈트는 미국의 개 품종들 사이에서 13위로 인기가 있다고 한다.

## 성격/습성
천성이 우호적이며 침착하고 신경질적이거나 공격적이지 않다. 대담하고 영리하며, 명랑하지만 감각은 예민하고 고집이 세다. 정열적이며, 참을성이 강하고 뛰어난 후각으로 민첩하게 수렵활동을 한다.

## 품종
사이즈에 따라 3가지 품종, 모질에 따라 3가지 품종 합계 9가지 품종이 있다.
스무드 헤어드, 롱 헤어드, 와이어 헤어드 닥스훈트
스무스 헤어드 미니어쳐, 롱 헤어드 미니어쳐, 와이어 헤어드 미니어쳐 닥스훈드
스무스 헤어드 카니헨, 롱 헤어드 카니헨, 와이어 헤어드 카닌헨 닥스훈드

## 주요 질병
폐암, 비만, 외이염, 백내장, 척추디스크, 갑상선 기능저하증, 동맥관 개존증, 대장암, 방광암, 심장마비 등이 있다.

## 같이 보기
- 웰시코기